# Ханибал (Њујорк)
Ханибал (енгл. Hannibal) град је у америчкој савезној држави Њујорк.

## Демографија
По попису из 2010. године број становника је 555, што је 13 (2,4%) становника више него 2000. године.
| Група             | 2000.       | 2010.       |
| Белци             | 533 (98,3%) | 541 (97,5%) |
| Афроамериканци    | 3 (0,6%)    | 0 (0,0%)    |
| Азијати           | 0 (0,0%)    | 1 (0,2%)    |
| Хиспаноамериканци | 3 (0,6%)    | 2 (0,4%)    |
| Укупно            | 542         | 555         |